# 一括表示記号

アマチュア局に指定することが可能な電波の型式、周波数及び空中線電力を一括して表示する記号（通称「一括表示記号」、いっかつひょうじきごう）は、総務省令無線局免許手続規則第10条の2第4項の定めるところにより、令和5年総務省告示第77号で告示された記号である。

## 概要
アマチュア局の無線局免許状（以下「免許状」と略称）の「電波の型式、周波数及び空中線電力」の欄にのみ使用される記号で、前制度の一括記載コードと類似する制度ではあるが、一括記載コード（以下「旧コード」と記述）は、特定の電波型式をグループ化して一括記載したものに対し、この一括表示記号（以下「新記号」と記述）は、電波型式の他、周波数、空中線電力の３つの指定事項をグループ化して一括で表示する記号である。

## 構成
数字1字+英字2字の計3文字で次のとおり構成されている。
- 1字目は、「1,2,3,4及びA」のいずれか1つで、数字の場合、免許人が当該無線局を操作する資格として申請した、アマチュア無線技士の級（アマチュア無線技士相当資格の場合は、アマチュア無線技士相当として扱われる級）を示す。Aの場合、2字目と合わせてAT=無線局の種別コードのアマチュア局の略号を示し、ATRとしてアマチュア業務の中継用無線局にのみ指定される。
- 2字目は、「A及びT」のいずれか1つで、Aは、T(ATR)に該当しない、一般のアマチュア無線局に指定される。
- 3字目は、「F,M及びR」のいずれか1つで、FはFix（固定の意で、移動しない局）、MはMove（移動の意で、移動する局）の意である。RはRepeater（中継の意）の記号であることを示し、ATRとして指定される。

具体的には、1AF、1AM、2AF、2AM、3AF、3AM、4AF、4AM、ATR（アマチュア業務の中継用無線局）の9種類である。

### 旧コードと新記号との違い
- グループに含まれる電波型式の違い
旧コードでは、グループに含まれない電波型式が存在し、その電波型式が必要である場合は個別指定を受けることとされていた。
対し、新記号では、申請されたアマチュア無線技士の級で発射可能なすべての電波型式、すべての周波数、最大の空中線電力が単一でグループされているため、個別の電波型式の指定はあり得えず、また、同様の理由から個別の周波数や空中線電力の指定もあり得ない。例え、アマチュア局としての自己訓練、通信、技術的研究に必要であっても、新記号の範囲を超える免許は受け付けられない。[1]
- 級を示す字(1字目)の扱い
1字目が級を示すことは変わりないが、旧コードは、そのグループのコードの指定を受けるために最低限必要な級を示しているに過ぎなかったため、コードの大半は3級コードまでで、10/14MHz帯に2級コードがあり、1級コードを示すものは存在しなかった。これは、4級と3級以上の違いとしては、モールス信号(A1A)を含むかどうかという点で電波型式に明確な差異があるが、3級以上では扱える電波型式に差異がなかったからである。2級コードが存在したのは3級では10/14MHzが運用できないためであり、1級コードが存在しないのは2級と1級の差は空中線電力のみであり、扱える電波型式も周波数にも差異がなく区別が不要であったからである。また、指定方法も、工事設計書に記載された電波型式を可能な限り含んでいる最小級グループのコードが指定されたため、例えば、申請資格が第1級であっても、実際の工事設計が単純なアナログV/Uハンディ機(F3E)のみであると、4級の4VFコードが指定されていた。
対し、新記号では、申請されたアマチュア無線技士の級に対してその最大の範囲を含むものを指定することとされているため、前述のハンディ機(F3E)を第1級で申請した例では、移動しない局なら1AF、移動する局なら1AMが指定される。また、1AMと2AMは実質的に同じ範囲であるが、新記号では申請資格の級を基準として明確に区別される。
- 指定されるコード（記号）の違い
旧コードでは、資格別のほか、同資格でも電波型式のグループ分けも数種あったため、最小のコードを指定されると、設備増設や変更等により発射できる電波型式が増えると、同資格内でも別のグループのコードに指定変更申請をする必要があった。
対し、新記号では、申請級と移動の有無のみが影響する単一記号が指定されるため、申請資格の変更（上級資格取得等）と移動有無の変更がなければ指定された記号が変更されることはない。

### 新記号により簡素化された部分
- 新記号による指定では、前述のとおり申請級と移動の有無のみが指定される記号に影響するため、新たに増設又は変更しようとする部分が法に定める範囲内（適合表示設備やアマチュア局特定附属装置等）であれば、免許状の指定変更（書換）が必要なく、届出のみで新たな送信機が即座に使用可能である。[2]
- 旧コードでは、一括記載コード外のものは電波型式を個別指定を受け、免許状の指定変更（書換）を受けた後でなければ使用できなかったが、新記号ではすでに最大の範囲が免許されているため、免許状の指定変更がないことから、物理的な免許状の交付を待つ必要がない。更に、同時に施行されたアマチュア局特定附属装置制度により、外部入力端子に接続される特定の装置は、電波型式が変化する場合でも申請（届出）が不要であるため、即座に運用できる範囲が格段に広がった。[3]
- 実質的には、免許人の住所、移動の有無、設置（常置）場所、上級資格への変更以外は、免許状の書換が不要となった。新記号では、申請資格の変更を伴わない無線設備（工事設計）の変更では、電波の型式等の指定に変更は生じないため、次回の再免許まで免許状の授受が行われない局が前制度より増加する。

### 旧コードと新記号で変わらない部分
- 工事設計書には、正式な電波型式の記載を要し、新記号を記載することはできない。
- 工事設計書に記載されていない送信機（周波数等）を使用することはできないため、届出または申請（必要に応じて検査）の後、使用しなければならない。例えば、1AFを指定されている局は免許状としては最大1kWの指定がされてはいるが、工事設計書に記載されていない送信機は使用できないため、無申請で1kW設備を増設して運用することは許されない。[4]
- 無線局免許手続のみで用いられる日本独自の記号であり、国際的には通用しない。

### 注意すべき部分
- 前述のとおり、旧コードでの級はそのグループの電波型式を操作するのに最低限必要な級であることから、必ずしも指定されているコードの級=免許人が保有しているアマチュア無線技士の級を示すものではなかった。新記号でも類似して注意すべき部分があり、指定されている新記号の級=免許人が申請したアマチュア無線技士の級ではあるが、必ずしも免許人が保有する最上級であるとは限らない。第1,2,3,4級を保有する者の場合、何級を操作資格として申請するかは局（免許番号）ごとに任意選択できる。一般的には、同じ免許人が申請する局の場合、すべての局で保有する最上級を申請することがほとんとである。しかし、恣意的に別々の級を申請することもでき、例えば、自宅の移動しない局では第1級を操作資格として申請して1AFの指定、自宅を常置場所とする移動する局では第2級を申請して2AMの指定、別場所で専用の移動しない局（1280MHz帯の10W運用をする等）では、第4級を申請して4AFの指定を受けるなど、恣意的に資格を選択して申請することにより、例示の場合であれば3局とも同じコールサインであっても、別々の指定を受けることになる。ただし、保有していない（免許を有しない）級の申請はできず、実際の運用もそれぞれの局について申請した級及び、指定の範囲内での運用となる。

## 沿革
・2023（令和5）年9月25日　「アマチュア局に指定することが可能な電波の型式、周波数及び空中線電力を一括して表示する記号を定める件（令和5年総務省告示第77号）」告示